# Ford Contour
Ford Contour — локальный вариант первого и второго поколений Ford Mondeo для североамериканского рынка. Отличался более богатой базовой комплектацией, набором опций и адаптацией под местные стандарты (красные сигналы поворотников сзади, и так далее). В отличие от Mondeo в Европе, не пользовался большим успехом.
Также выпускалась более дорогая версия под брендом Mercury — Mercury Mystique. В 1997 кузов и салон автомобиля слегка модернизировались (аналогично Ford Mondeo Mk. II). С 2000 по 2003 год в Мексике под названием Contour собирался европейский Mondeo Mk. III, но в США и Канаде он не продавался.

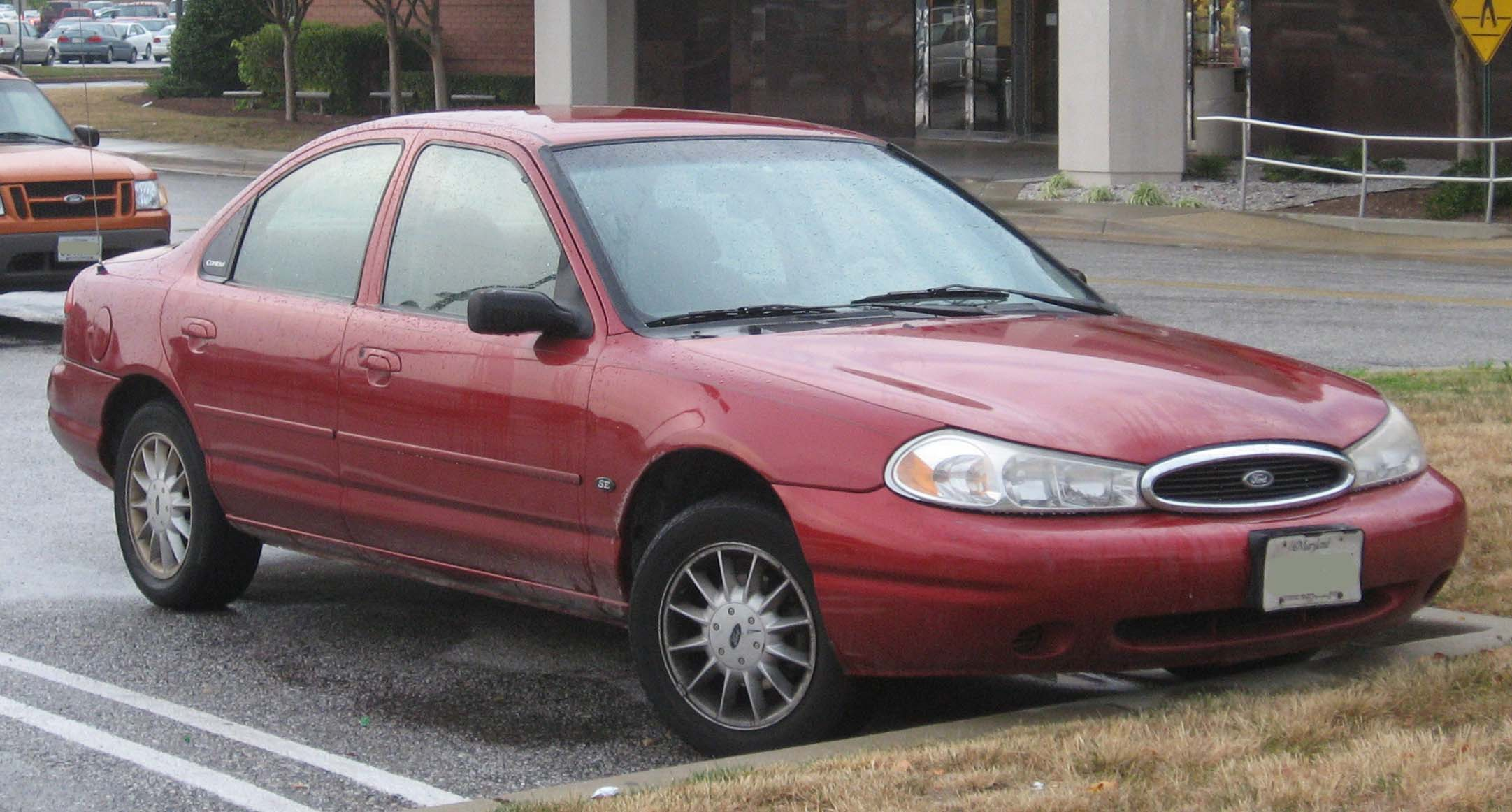
1998-2000 Ford Contour SE

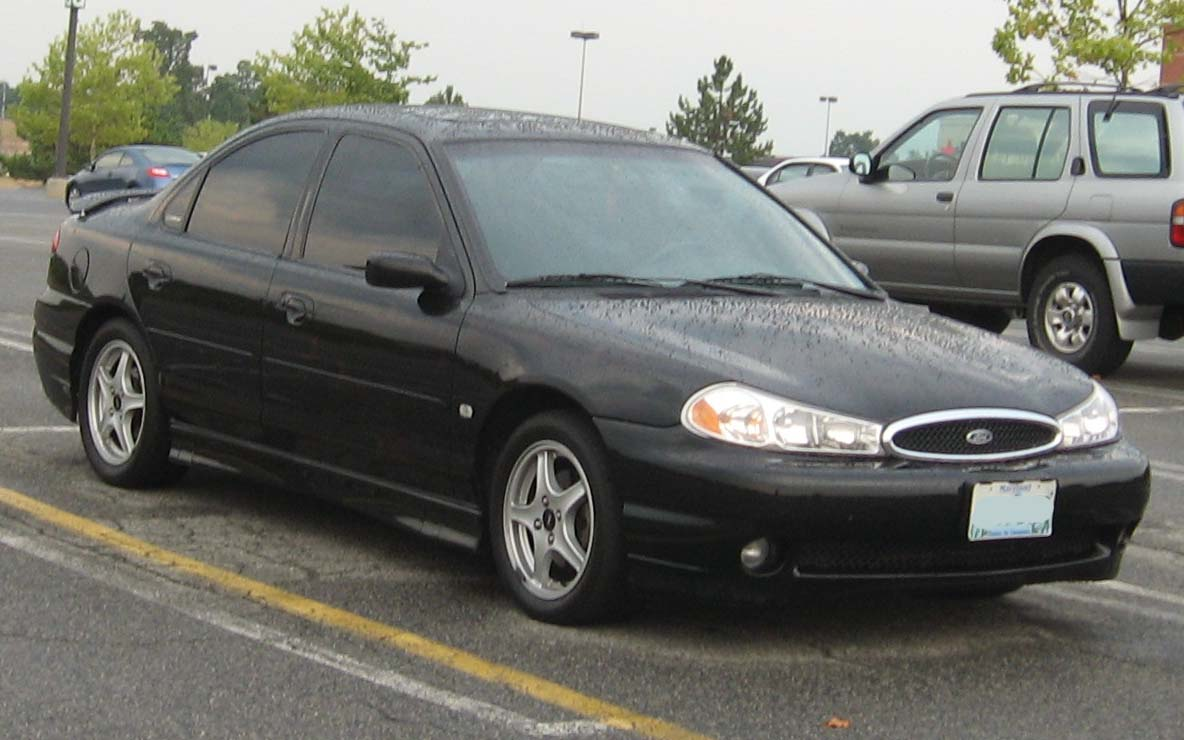
1998-2000 Ford Contour SVT

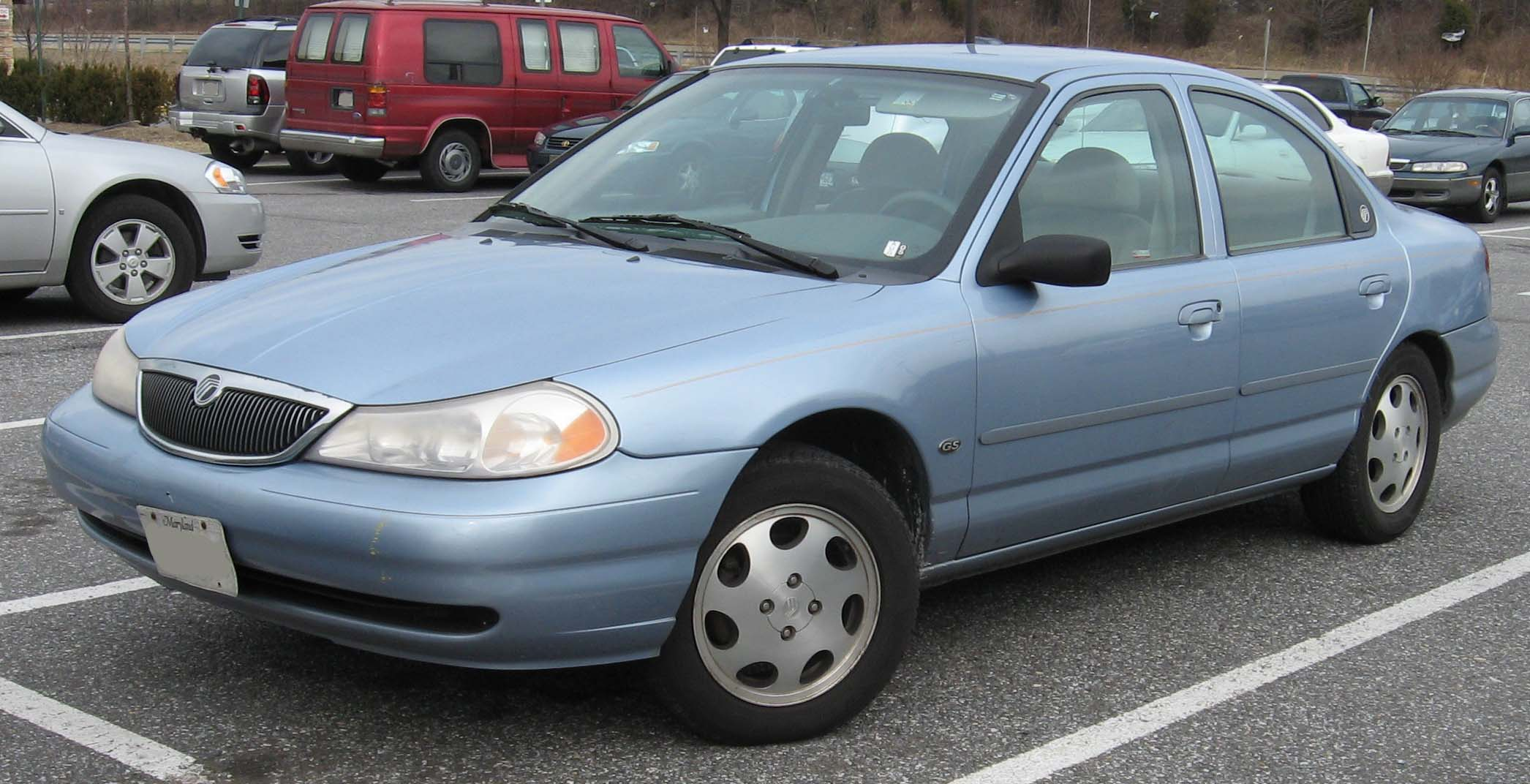
1998-2000 Mercury Mystique

## Описание модели
Автомобиль с поперечным расположением двигателя. Имеет два варианта кузова: четырехдверный седан и пятидверный хетчбэк. Выпускаются и переднеприводные, и полноприводные версии. Усиленная передняя подвеска типа McPherson — со стабилизатором поперечной устойчивости и задняя многорычажная Quadralink тоже оборудованная стабилизатором. На Contour ставился сильный 16-клапанный 4-цилиндровый 2,0 л двигатель (Zetec) и престижный 2,5-литровый 24-клапанный V6 (Duratec).
Стандартная комплектация включает. Передние тормоза — дисковые вентилируемые, задние — барабанные, задние также были дисковые. 4-ступ. АКПП (CD4E), с электронным управлением и возможностью выбора двух режимов — спортивного или экономичного. А также и 5ти ступ. МКПП
В обслуживании примечательно то, что практически все детали взаимозаменяемы с европейским «Mondeo». Кроме кузовных панелей и элементов передней подвески. С 2000 года все Ford Contour оснащаются только 2,5-литровым двигателем V6 мощностью 172 и 203 л.с.